# Strehaia
Strehaia, város Mehedinți megyében, Olténiában, Romániában.

## Fekvése
A Motru és a Hușnița folyók találkozásánál fekszik. Szörényvártól 50 km-re.

## Története
Egykor a Craiovescu család tulajdonában volt. Előbb az olténiai, majd a mehedinți bánság székhelye, de püspöki székhely is volt.
1921-ben városi rangot kapott.
1951-ben Pünkösd napján, a kommunista rezsim 182 embert deportált a városból Ialomița és Galați megye 14 Állami Gazdasági területére.
A városba található kolostortemplom helyén egykor az olténiai bán palotája állt, 1645-ben VI. Basarab Matei havasalföldi fejedelem alakíttatta át kolostorrá. 1821-ben Tudor Vladimirescu 200 fős, fivére parancsnoksága alatt álló csapatot helyezett el a kolostorban. A régi fejedelmi udvarból ma már csak a bejáratánál emelt torony áll. A templom hajójának freskója Matei Basarab fejedelmet, annak feleségét és Matei nevű gyermeküket ábrázolja. A templom nyitott előcsarnoka 10 oszlopra támaszkodik, a hajó első része fölött emelkedik a harangtorony.
A várostól északra lévő erdőségekben található Olténia legnagyobb görögteknős kolóniája, melyek veszélyeztetett állatok és törvény védi őket.
Itt született Nicolae Popescu (1937), matematikus.

## Népesség
A város népességének alakulása:
- 1930 - 7870 lakos
- 1948 - 7776 lakos
- 1956 - 8545 lakos
- 1966 - 9768 lakos
- 1977 - 11 271 lakos
- 1992 - 12 324 lakos
- 2002 - 11 846 lakos

## Külső hivatkozások
- Mehedinți megye városai[halott link]
- Az 1951-es Pünkösdi deportálás